# داش‌اوز
داش‌اوز (به لاتین: Daşüz) یک منطقه مسکونی در جمهوری آذربایجان است که در شهرستان شکی واقع شده است.  جمعیت داش‌اوز ۱۲۴۳ نفر است. بیشتر مردم آن از قوم روتول هستند.